# Amphineurus tumidus
Amphineurus tumidus är en tvåvingeart. Amphineurus tumidus ingår i släktet Amphineurus och familjen småharkrankar.

## Underarter
Arten delas in i följande underarter:
- A. t. breviclavus
- A. t. tumidus